# 明治の人物一覧
明治の人物一覧（めいじのじんぶついちらん）は、明治時代に活躍したことが知られている人物の一覧である。

## 天皇
- 明治天皇
- 嘉仁親王(大正天皇)(摂政)

## 政治家

### 内閣総理大臣
- 伊藤博文[注 1]
- 黒田清隆[注 2]
- 山縣有朋[注 3]
- 松方正義[注 4]
- 大隈重信[注 5]
- 桂太郎[注 6]
- 西園寺公望[注 7]

### 内閣書記官長
- 田中光顕
- 小牧昌業
- 周布公平
- 平山成信
- 伊東巳代治
- 井上毅
- 高橋健三
- 鮫島武之助
- 武富時敏
- 安広伴一郎
- 柴田家門
- 石渡敏一
- 南弘

### その他の主要人物
- 岩倉具視
- 三条実美
- 近衛篤麿
- 西郷隆盛
- 大久保利通
- 木戸孝允
- 板垣退助
- 後藤象二郎
- 品川弥二郎
- 江藤新平
- 前原一誠
- 桐野利秋
- 大山綱良
- 川路利良
- 村田新八
- 別府晋介
- 高崎正風
- 勝海舟
- 大木喬任
- 島津久光
- 伊集院兼寛
- 吉井友実
- 井上馨
- 伊東巳代治
- 金子堅太郎
- 榎本武揚
- 大山巌
- 寺島宗則
- 高橋是清
- 児島惟謙
- 青木周蔵
- 陸奥宗光
- 小村寿太郎

- 後藤新平
- 原敬
- 前島密

### 軍人
- 西郷従道
- 山本権兵衛
- 東郷平八郎
- 谷干城
- 乃木希典
- 児玉源太郎
- 長岡外史
- 山田顕義
- 尚泰
- 川村純義（与十郎）
- 篠原国幹（冬一郎）
- 野津鎮雄
- 野津道貫
- 永山弥一郎（盛弘）
- 池上四郎
- 辺見十郎太
- 淵辺群平（高照）
- 山川浩
- 斎藤実
- 秋山真之
- 秋山好古
- 加藤友三郎
- 束野孝之丞

## 実業家・教育家・思想家
- 渋沢栄一
- 岩崎弥太郎
- 福澤諭吉
- 幸徳秋水
- 内村鑑三
- 中江兆民
- 森有礼
- ジェームス・カーティス・ヘボン
- 西周 (啓蒙家)
- 高野房太郎
- ロエスレル
- 新島襄
- 山崎為徳
- 成瀬仁蔵
- 広岡浅子
- 五代友厚
- 豊田佐吉
- 中川小十郎
- 中村正直
- 津田仙
- 津田梅子
- 田口卯吉
- 嘉納治五郎
- 内田銀蔵
- 福田徳三
- 金井延
- 樺山資紀

## 文化人
- 岡倉天心
- 小幡篤次郎
- 加藤弘之
- 川上音二郎
- 下田歌子
- 高浜虚子
- 石井筆子
- 夏目漱石
- 正岡子規
- 与謝野晶子
- 樋口一葉
- 森鷗外
- 三島中洲

## 剣豪・剣客
- 中山博道
- 渡邊昇

## 学者・その他
- 北里柴三郎（医学者・細菌学者・教育者・実業家）
- 野口英世（細菌学者）
- 福羽美静（国学者）
- 高峰譲吉（科学者・実業家）